# ТЕС Сіраджгандж (NWPGCL)
24°23′8″ пн. ш. 89°44′45″ сх. д. / 24.38556° пн. ш. 89.74583° сх. д.
ТЕС Сіраджгандж (NWPGCL) – теплова електростанція на заході Бангладеш, яка належить державній компанії North-West Power Generation Company Limited (NWPGCL). 
У 2012 – 2014 році на майданчику станції став до ладу парогазовий блок комбінованого циклу потужністю 225 МВт, в якому одна газова турбіна потужністю 150 МВт живить через котел-утилізатор одну парову турбіну з показником 75 МВт. В 2018 та 2018 – 2019 роках ввели в експлуатацію ще два однотипні блока, що довело загальний показник станції до 675 МВт.  
Для охолодження використовують воду зі свердловин, проте за необхідності буде можливо відбирати ресурс напряму із річки Джамуна, яка протікає неподалік від майданчику ТЕС.
Станція розрахована на використання природного газу, який надходить на захід країни по газотранспортному коридору Ашугандж – Бхерамара. Для повноцінного забезпечення майданчику у Сірджганджі потрібно завершити прокладання другої нитки у коридорі. Крім того, у середині 2010-х на тлі стрімко зростаючого споживання країна стикнулась зі зростаючим дефіцитом блакитного палива (для подолання якого розпочала з 2018-го імпорт через термінал ЗПГ Мохешкалі). В умовах нестачі ресурсу газу ТЕС Сіраджгандж може працювати на нафтопродуктах.  
Видача продукції відбувається по ЛЕП, розрахованій на роботу під напругою 230 кВ.
Можливо відзначити, що біч-о-біч з майданчиком NWPGCL знаходиться ТЕС спільного підприємства сінгапурської Sembcorp та NWPGCL.